# 에도교

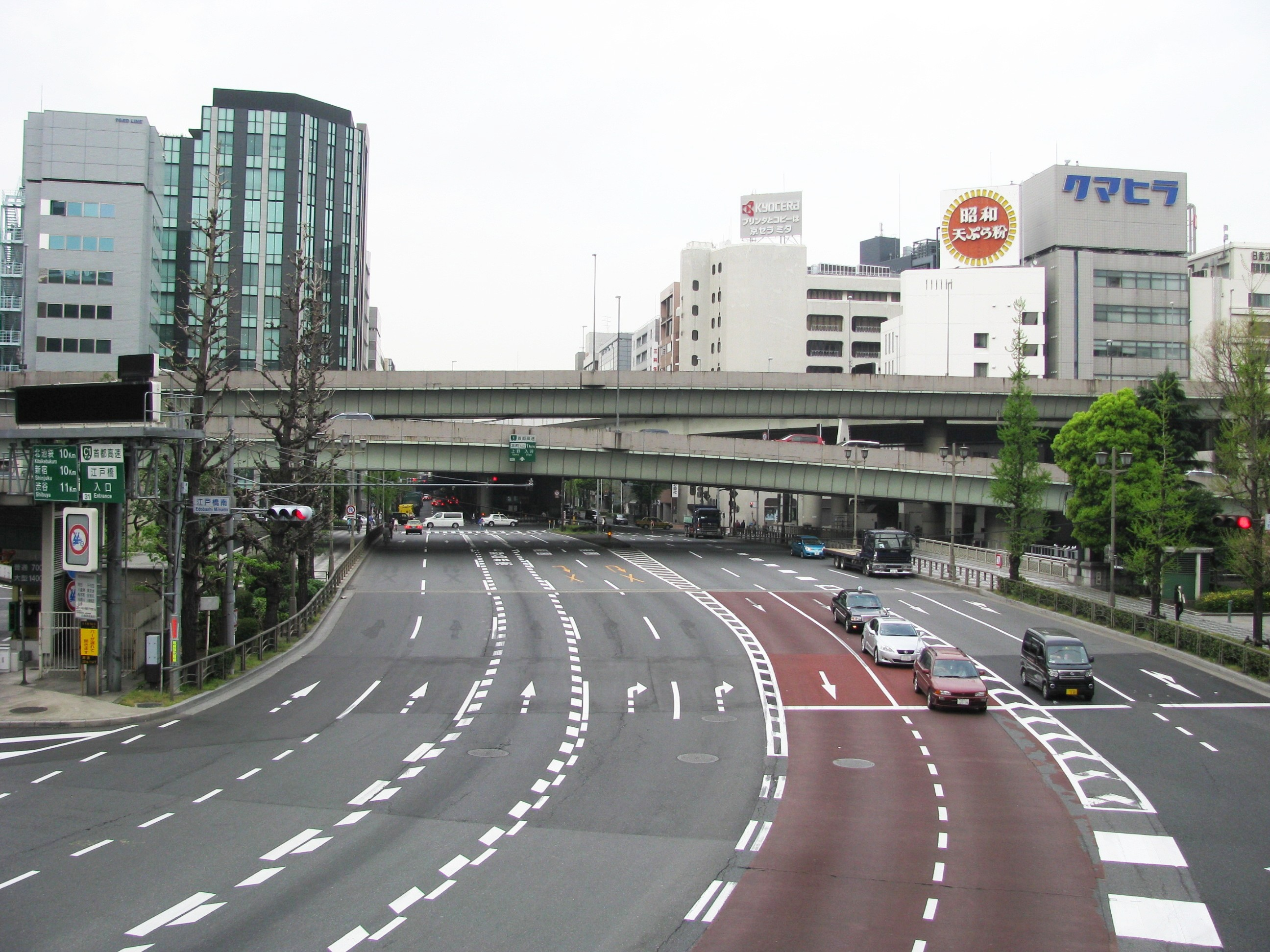
에도 교 (2011년 4월 16일 촬영)

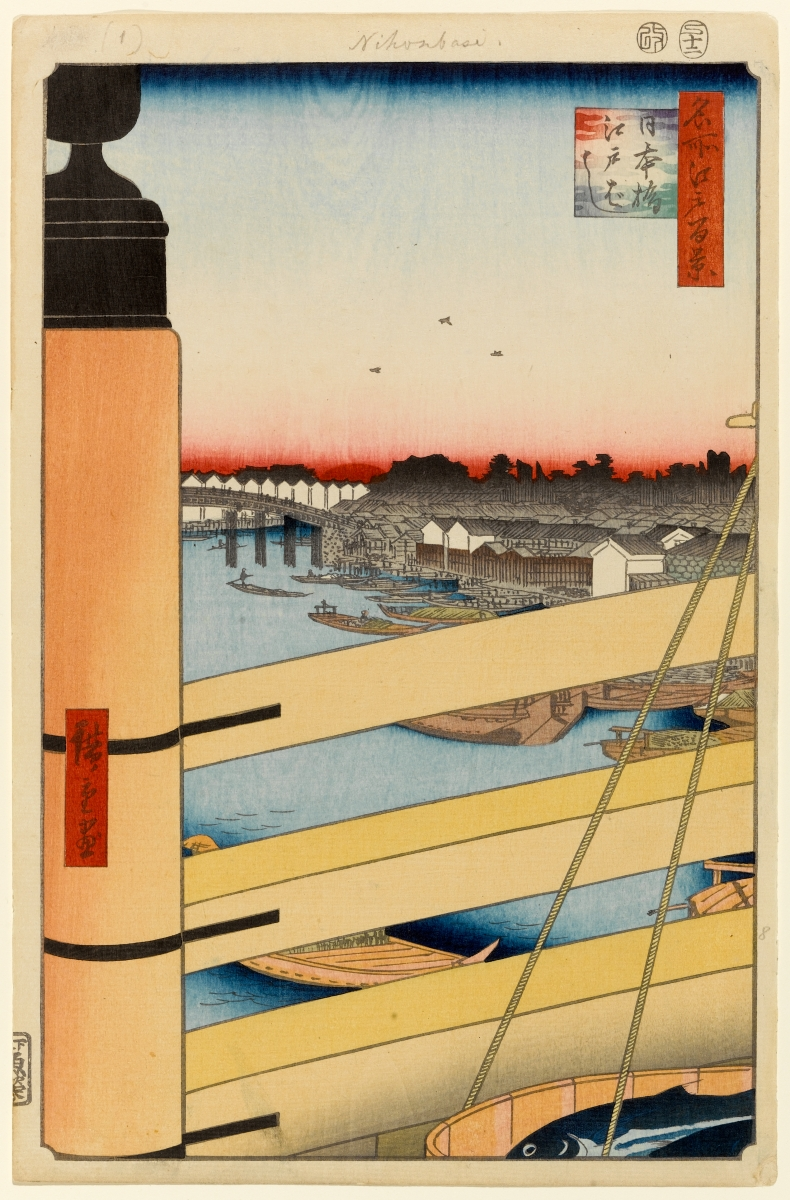
명소에도백경 니혼바시 에도 교의 모습.

에도교(江戸橋 에도바시[*])는 도쿄도 주오구에 위치하고 있는 니혼바시강에 놓여 있는 교량이다.

## 개요
남안의 주오구 니혼바시와 북안의 주오구 니혼바시혼초를 사이에 두고 걸쳐 있으면서도, 도쿄도도 제316호선의 쇼와 거리를 사이에 연결되어 있는 교량이다. 그러나 에도 교의 대다수 상공에서는 수도고속도로 에도바시 분기점이 연결되어 있으며, 교통의 요충지로도 널리 알려졌다.

## 주변
- 니혼바시 우편국(일본어판) - 우체국의 발상지
- 노무라 증권 - 본사 소재지

## 교통
- 도에이 지하철 아사쿠사 선 니혼바시 역

## 인접하고 있는 교량
- 니혼바시강(일본어판, 중국어판)
  - (상류) - 니혼바시 - 에도 교 - 요로이 교(일본어판) - (하류)

## 같이 보기
수도고속도로 및 출입구
- 에도바시 나들목
- 에도바시 분기점(일본어판)
- 수도고속도로 도심 환상선
- 수도고속도로 1호선 우에노 선(일본어판)
- 수도고속도로 6호선 무지코지마 선(일본어판)